# Коттен, Джони
Джо́ни Ко́ттен (англ. Joni Cotten; род. 21 мая 1953, Чикаго, Иллинойс) — американская кёрлингистка и тренер по кёрлингу.
В составе женской сборной США участница зимних Олимпийских игр 2002 года.

## Достижения
- Чемпионат мира по кёрлингу среди женщин: золото (2003).
- Чемпионат США по кёрлингу среди женщин: золото (1997, 2000).
- Чемпионат США по кёрлингу среди смешанных команд: серебро (1995), бронза (1991, 1994).
- Чемпионат США по кёрлингу среди ветеранов: золото (2012).

- Лучшая кёрлингистка года в США (англ. USA Curling Female Athlete of the Year): 1997.

## Команды
| Сезон                                          | Четвёртый        | Третий             | Второй           | Первый          | Запасной                            | Турниры                         |
| ---------------------------------------------- | ---------------- | ------------------ | ---------------- | --------------- | ----------------------------------- | ------------------------------- |
| 1996—97                                        | Патти Ланк       | Аналисса Джонсон   | Джони Коттен     | Трейси Сэчен    | Эллисон Дарра (ЧМ)                  | ЧСШАЖ 1997 · ЧМ 1997 (7 место)  |
| 1999—00                                        | Эми Райт         | Эми Бечер          | Джони Коттен     | Натали Сименсон | Корина Маркар тренер: Роберт Фенсон | ЧСШАЖ 2000 · ЧМ 2000 (6 место)  |
| 2000—01                                        | Кари Эриксон     | Дебби Маккормик    | Стейси Лиапис    | Энн Суиссхелм   | Джони Коттен тренер: Майкл Лиапис   | ЧМ 2001 (6 место)               |
| 2001—02                                        | Кари Эриксон     | Дебби Маккормик    | Стейси Лиапис    | Энн Суиссхелм   | Джони Коттен                        | ЗОИ 2002 (4 место)              |
| 2002—03                                        | Дебби Маккормик  | Эллисон Поттинджер | Энн Суиссхелм    | Трейси Сэчен    | Джони Коттен тренер: Уолли Генри    | ЧМ 2003                         |
| 2011—12                                        | Pam Oleinik      | Laurie Rahn        | Stephanie Martin | Julie Denten    | Джони Коттен тренер: Джони Коттен   | ЧСШАВ 2012 · ЧМВ 2012 (5 место) |
| Кёрлинг среди смешанных команд (mixed curling) |                  |                    |                  |                 |                                     |                                 |
| 1990—91                                        | Джеймс С. Уилсон | Джони Коттен       | Ричард Маскел    | Sandra Resetich |                                     | ЧСШАСК 1991                     |
| 1993—94                                        | Майк Фрабони     | Марсия Тиллиш      | Ричард Маскел    | Джони Коттен    |                                     | ЧСШАСК 1994                     |
| 1994—95                                        | Грегори Уилсон   | Патти Ланк         | Джеймс С. Уилсон | Джони Коттен    |                                     | ЧСШАСК 1995                     |

(скипы выделены полужирным шрифтом)

## Результаты как тренера национальных сборных
| Год  | Турнир                                          | Сборная             | Место |
| ---- | ----------------------------------------------- | ------------------- | ----- |
| 2012 | Чемпионат мира по кёрлингу среди ветеранов 2012 | США (ветераны жен.) | 5     |